# Митчелл, Уильям (генерал)
Уильям Лендрам Митчелл, известен как Билли Митчелл (29 декабря 1879 — 19 февраля 1936) — генерал армии США, который считается отцом ВВС США.

## Биография
К концу Первой мировой войны командовал американскими воздушными частями во Франции. После войны был назначен заместителем директора
Воздушной службы и начал выступать за увеличение инвестиций в авиацию, полагая, что это окажется жизненно важным в будущих войнах. В частности, отстаивал способность бомбардировщиков топить линкоры и организовал серию показательных бомбардировок кораблей-мишеней.
Активность Митчелла вызвала недовольство армейского командования; в 1925 году он был лишен звания бригадного генерала с разжалованием до полковника. Позже в том же году предстал перед военным трибуналом за неподчинение после того, как обвинил руководителей армии и флота в «почти предательском управлении национальной обороной» за строительство линкоров вместо авианосцев. Вскоре после этого уволился со службы.
После смерти репутация Митчелла была восстановлена. Президент Рузвельт посмертно вернул ему звание генерал-майора. В честь Митчелла был назван бомбардировщик B-25 Mitchell. Имя Митчелла носит Международный аэропорт Милуоки.